# 松永孫六
松永 孫六（まつなが まごろく）は、戦国時代の武将。三好氏の家臣で、松永久秀の甥。丹波国八上城主。

## 略歴
松永久秀の甥という（『細川両家記』）。父母については明らかではないが、松永長頼とは別の久秀の弟または妹の子ともされる。
天文21年（1552年）12月、摂津と河内の国境にある自治都市・平野（大阪市平野区）にて、久秀が杭全神社神主の坂上氏に知行を宛行っているが、孫六は本庄加賀守とともにその執行を命じられた。本庄加賀守は弘治3年（1557年）に平野郷住民が連判状を作成して忌避した代官であり、孫六も平野の代官だったと考えられる。
天文22年（1553年）、丹波守護代の内藤国貞が戦死し、その娘婿だった松永長頼が国貞の居城・八木城（京都府南丹市）に入り、後に内藤宗勝と名乗ってその名跡を継いだ。宗勝は反三好方の波多野氏攻めを担当し、永禄2年（1559年）に波多野元秀の八上城（兵庫県丹波篠山市）を陥落させる。八上城には孫六が入って、八木城の宗勝とともに丹波支配に当たった。
丹波篠山市にある妙福寺は元は摂津国五百住（大阪府高槻市）にあり、孫六の望みで八上城下へ移転し、慶長16年（1611年）に篠山城下の現在地に再移転したと伝わる。妙福寺は松永久秀が檀那だった本国寺の末寺で、永禄7年（1564年）9月に堺の法華宗寺院28か寺が久秀の母の宿所に参集した際に、堺の諸寺院を久秀の母に取り次いだのが久秀が城主だった滝山城内にある妙蔵寺（神戸市中央区）と妙福寺だった。
永禄7年（1564年）7月、三好家当主の三好長慶が死去し、養子の義継が跡を継いだ。翌永禄8年（1565年）5月、義継が三好長逸や松永久通らとともに1万の兵を率いて上洛し、将軍・足利義輝を殺害するという事件が起きる（永禄の変）。同年11月頃からは三好三人衆と松永久秀の間で抗争が始まった。
一方丹波では、永禄8年（1565年）8月、内藤宗勝が黒井城主・荻野直正との戦いで討死していた。翌永禄9年（1566年）2月、孫六の守る八上城が波多野氏に攻められて開城し、孫六は摂津尼崎へと退き、堺に渡海した。この後、三好義継が細見左近将監の草山城（丹波篠山市）を攻め、丹波における勢力回復を図っているが、三好氏による丹波支配は終わりを迎えることとなった。